# Retraimiento
El retraimiento es una estrategia política mediante la cual un partido no se presenta a las elecciones con el fin de denunciar la falta de legitimidad de un partido gobernante o de un régimen político en el poder. Consiste en abstenerse de participar en el juego político animando a los seguidores a abstenerse de votar.

## Historia
Durante el siglo XIX, en un momento en que en España estaba poco desarrollado el sistema parlamentario, todos los partidos políticos promovieron en algún momento esta estrategia. Los liberales lo hicieron antes de 1868, causando la caída de la monarquía y la llegada de la revolución de septiembre; y los alfonsinos, republicanos y carlistas lo hicieron en 1872 con el fin de provocar la caída de la monarquía de Amadeo de Saboya.
En ocasiones el «retraimiento» fue practicado en combinación con la insurrección o los pronunciamientos militares. El no reconocimiento del régimen político establecido, la denuncia de que dicho régimen no permitía el libre juego político, por ejemplo a base de manipular las elecciones, o en fin las escasas posibilidades de lograr un buen resultado electoral, fueron las razones para boicotear el proceso político y promover la abstención.
- Datos: Q6106741